# RD-0210

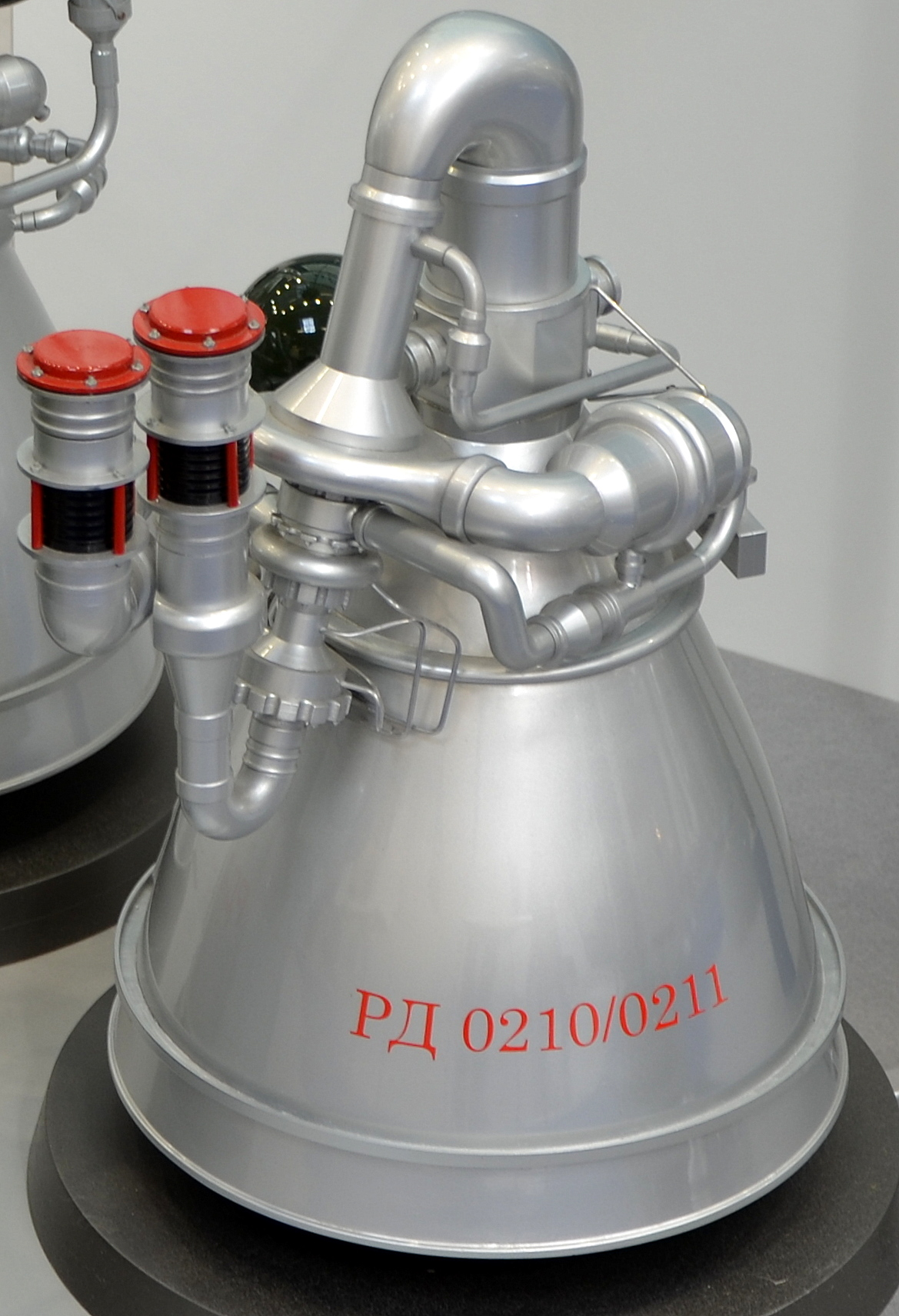
Vorführmodell des Triebwerks, hier bezeichnet als РД-0210/0211

Das RD-0210 (GRAU-Index 8D411K) ist ein Raketentriebwerk für Flüssigkeitsraketen, das in mehreren Variationen seit Mitte der 1960er Jahre eingesetzt wird. In der Literatur wird es auch RD-210 oder auch RD-465 genannt, wobei neuere Publikationen die Bezeichnung RD-0210 verwenden. Weitere Versionen dieses Triebwerkstyps sind RD-0203, RD-0204, RD-0208, RD-0209, RD-0211, RD-0212, RD-0213 sowie RD-0214. Es existierte ein davon komplett unabhängiges – wesentlich kleineres – Triebwerk mit der Bezeichnung RD-210, das 1954 entwickelt wurde, für Höhenforschungsraketen.

## Entwicklung und Einsatz
Der Ursprung der Triebwerksfamilie RD-0210 war die Entwicklung der Interkontinentalrakete UR-200 ab 1961. Das Konstruktionsbüro OKB-154, geleitet von Semjon Arijewitsch Kosberg, wurde mit der Entwicklung der Triebwerke für die erste Stufe der UR-200 beauftragt. Das OKB-154 wird auch als KB Chimawtomatiki bezeichnet, Russisch: Конструкторское бюро химавтоматики, КБХА, KBKhA.
Die Bezeichnungen der Triebwerke der ersten Stufe der UR-200 lauten RD-0203 und RD-0204. Aufbauend auf diesen entwickelte das Konstruktionsbüro OKB-154 in der Zeit von 1962 bis 1965 weitere Triebwerke. Bei der größeren Interkontinentalrakete UR-500 verwendete man die weiterentwickelten Triebwerke nur in der zweiten Stufe. Die Bezeichnungen der Triebwerke der zweiten Stufe der UR-500 lauten RD-0206, RD-0208 und RD-0209. Eine weitere Entwicklung waren die Triebwerke für die zweite und dritte Stufe der Proton-Rakete. Die zweistufige Variante der Proton flog erstmals 1965, die Triebwerke der zweiten Stufe waren drei RD-0210 und ein RD-0211. Die dreistufige Variante der Proton verwendete ab 1967 in der dritten Stufe ein Triebwerk Typ RD-0212 (bestehend aus einem RD-0213-Triebwerk und Steuerdüsen RD-0214).

## Technik
Das Triebwerk wird mit 1,1-Dimethylhydrazin (UDMH) und flüssigem Stickstofftetroxid (N2O4) betrieben – eine hypergole Treibstoffmischung. Eine Besonderheit dieses Triebwerkes ist, dass es für die Pumpenförderung das effiziente Hauptstromverfahren (englisch Staged combustion oder Closed cycle) verwendet. In der Vorbrennkammer wird ein Teil des Treibstoffgemischs mit einem Oxidationsmittel-Überschuss verbrannt um die Turbine der Treibstoffpumpe anzutreiben. Die expandierenden Gase aus der Vorbrennkammer werden komplett in die Hauptbrennkammer weitergeleitet, sodass die überschüssige Energie aus der Vorbrennkammer weiter für den Triebwerksschub genutzt werden kann. Das RD-0211 ist als Triebwerk identisch zum RD-0210. Es trägt aber einen Wärmeaustauscher, der aus einem Teil des Treibstoffs das Druckgas für die Druckbeaufschlagung der Tanks liefert.